# (4169) Celsius
(4169) Celsius (1980 FO3) – planetoida z grupy pasa głównego asteroid okrążająca Słońce w ciągu 6,27 lat w średniej odległości 3,4 j.a. Odkryta 16 marca 1980 roku.